# Подскарбий великий литовский

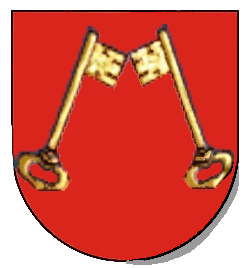
Герб подскарбия великого литовского

Подскарбий великий литовский (подскарбий земский; пол. Podskarbi wielki litewski) — должностное лицо в Великом княжестве Литовском в период его пребывания в составе Речи Посполитой (1569—1795).
В Литве должность подскарбия возникла в 1429 году. При великом князе Казимире Ягеллончике она была разделена на две должности: подскарбия земского (государственного) и подскарбия дворного (придворного).
При создании Речи Посполитой в 1569 году король и великий князь Сигизмунд II Август ввёл вместо подскарбия земского должность подскарбия великого литовского. Человек, занимавший её, формально равнялся великому подскарбию коронному в Польше и имел аналогичные обязанности. Также подскарбий великий литовский с 1569 года стал членом Сената Речи Посполитой.
Великий подскарбий литовский обеспечивал наполнение казны княжества, выплаты жалованья войску, контролировал сбор налогов и податей, следил за чеканкой монеты.

## Список подскарбиев великих литовских
| Год начала работы            | Год окончания работы          | Личность                                         | Изображение | Примечания                                                                                  |
| ---------------------------- | ----------------------------- | ------------------------------------------------ | ----------- | ------------------------------------------------------------------------------------------- |
| Подскарбии земские литовские |                               |                                                  |             |                                                                                             |
| Первый раз упомянут в 1443   | Последний раз упомянут в 1454 | Александр Юрьевич                                |             | Умер                                                                                        |
| 1473                         | 1486                          | Иван Александрович Солтан (Солтан Александрович) |             | Сын предыдущего, стал новогрудским наместником                                              |
| 1486                         | около 1498                    | Андрей Александрович Солтан                      |             | Брат предыдущего, умер                                                                      |
| 1501                         | 1508                          | Фёдор Богданович Хрептович                       |             | Лишён должность за участие в мятеже Глинских                                                |
| 1509                         | 1509                          | Михаил Богуш Боговитинович                       |             |                                                                                             |
| 1509                         | 1519                          | Абраам Езафович                                  |             | Умер                                                                                        |
| 1520                         | 1530                          | Михаил Богуш Боговитинович                       |             | Занял второй раз, умер                                                                      |
| 1531                         | 1558                          | Иван Горностай                                   |             | С 1551 года воевода новогрудский; умер                                                      |
| 1561                         | 1566                          | Остафий Волович                                  |             | Стал подканцлером литовским                                                                 |
| Подскарбии великие литовские |                               |                                                  |             |                                                                                             |
| 1566                         | 1575                          | Николай Нарушевич                                |             | Умер                                                                                        |
| 1576                         | 1580                          | Лаврин Война                                     |             | Умер                                                                                        |
| 1580                         | 1586                          | Ян Глебович                                      |             | Каштелян минский до 1585, каштелян трокский с 1585; стал воеводой трокским                  |
| 1586                         | 1590                          | Фёдор (Теодор) Тышкевич                          |             | Стал воеводой новогрудским                                                                  |
| 1590                         | 1598                          | Дмитрий Халецкий                                 |             | Умер                                                                                        |
| 1598                         | 1604                          | Андрей Завиша                                    |             | Умер                                                                                        |
| 1605                         | 1618                          | Иероним Волович                                  |             | Стал подканцлером литовским                                                                 |
| 1618                         | 1630                          | Криштоф Нарушевич                                |             | До 1624 года великий ловчий литовский, умер                                                 |
| 1630                         | 1635                          | Стефан Пац                                       |             | Стал подканцлером литовским                                                                 |
| 1635                         | 1640                          | Николай Тризна                                   |             | Умер                                                                                        |
| 1640                         | 1644                          | Николай Кишка                                    |             | Умер                                                                                        |
| 1644                         | 1652                          | Гедеон Михаил Тризна                             |             | Умер                                                                                        |
| 1652                         | 1662                          | Винцент Корвин-Гонсевский                        |             | С 1654 года польный гетман литовский, убит                                                  |
| 1662                         | 1676                          | Иероним Кришпин-Киршенштейн                      |             | Умер                                                                                        |
| 1676                         | 1703                          | Бенедикт Павел Сапега                            |             | У 1703 на Люблинском сейме вместе со всеми Сапегами лишён всех должностей                   |
| 1703                         | 1709                          | Людвик Поцей                                     |             | Стал великим гетманом литовским и каштеляном виленским                                      |
| 1705                         | 1707                          | Бенедикт Павел Сапега                            |             | Восстановлен на должности Станиславом Лещинским, умер                                       |
| 1707                         | 1709                          | Казимир Чарторыйский                             |             | Назначен Станиславом Лещинским, в 1709 году стал подчашим литовским, чей пост занимал ранее |
| 1710                         | 1722                          | Михаил Казимир Коцелл                            |             | Умер                                                                                        |
| 1710                         | 1731                          | Станислав Понятовский                            |             | Отец короля Станислава Августа Понятовского, стал воеводой мазовецким                       |
| 1731                         | 1746                          | Ян Михал Сологуб                                 |             | Стал воеводой берестейским                                                                  |
| 1746                         | 1764                          | Ян Ежи Флемминг                                  |             | Покинул должность                                                                           |
| 1764                         | 1784                          | Михаил Бжостовский                               |             | Умер                                                                                        |
| 1784                         | 1791                          | Станислав Понятовский                            |             | Племянник Станислава Августа Понятовского, уехал в Австрию                                  |
| 1791                         | 1793                          | Людвик Скумин-Тышкевич                           |             | Стал великим маршалком литовским                                                            |
| 1793                         | 1795                          | Михаил Клеофас Огинский                          |             | Композитор, покинул должность в связи с прекращением существования Речи Посполитой          |